# 日本YWCA
公益財団法人日本YWCA（にほんワイダブリューシーエー、英語: The Young Women's Christian Association of Japan）は、キリスト教を基盤に世界中の女性が言語や文化の壁を越えて力を合わせ、女性の社会参画を進め、人権や健康や環境が守られる平和な世界をめざす活動を行っている公益法人。
2019年7月、国際連合経済社会理事会（ECOSOC）の協議資格を取得。国連女性の地位委員会（CSW）には毎年代表団を派遣している。

## 沿革
- 1905年 - 創立
- 1906年 - 世界YWCAに加盟
- 2005年 - 創立100周年

## 事業内容
- 女性のエンパワメント
  - セーフスペースの実践
  - Rise-Up School Visits（ライズアップ！スクールビジッツ, RISV）プログラム
  - ひろしまを考える旅
  - 南京を考える旅
  - 日韓ユース・カンファレンス
- 国際協力
  - パレスチナの女性と子ども支援
  - オリーブの木をパレスチナに贈るキャンペーン
  - ウクライナ支援
  - ミャンマー支援
  - 緊急時国際支援募金
- 機関紙「YWCA」の発行
- 世界YWCA発行物の日本語版発行
- 憲法9条を守る！
- 安全保障法制に反対する抗議声明（2015年7月2日）

## 日本国内のYWCA
- 日本には23の地域YWCAと37の学校YWCA、そして地域YWCAによって設立された準加盟団体が活動している。[1]。